# Лакаица
Лакаица (мкд. Лакаица) је насеље у Северној Македонији, у западном делу државе. Лакаица припада општини Струга.

## Географија
Насеље Лакаица је смештено у крајње западном делу Северне Македоније, близу државне границе са Албанијом (1 km западно од насеља). Од најближег града, Струге, насеље је удаљено 35 km северно.
Лакаица историјски припада области Голо брдо. Село се налази у високопланинском подручју, између планина Радук на северу и Јабланица на југу. Надморска висина насеља је приближно 1.320 метара.
Клима у насељу је планинска.

## Историја
Насеље Лакаица је до Балканских ратова било део села Стеблево, у области Голо брдо. Разграничењем између Србије и Албаније насеље је подељено, а 1/4 села (источни део) ушла је у састав Србије. Од овог подручја образовано је ново насеље Лакаица.

## Становништво
Лакаица је према последњем попису из 2002. године имала 3 становника. 
Претежно становништво у насељу су етнички Македонци (100%).
Већинска вероисповест је православље.